# Liste der Bodendenkmale in Otter (Niedersachsen)
In der Liste der Bodendenkmale in Otter sind alle Bodendenkmale der niedersächsischen Gemeinde Otter (Niedersachsen) aufgelistet. Die Quelle ist der Denkmalatlas Niedersachsen. Der Stand der Liste ist der 30. Oktober 2024.

## Allgemein

Otter im Landkreis Harburg

In den Spalten finden sich folgende Informationen des Bodendenkmales:
Lagegeographische Koordinaten
BezeichnungBezeichnung lt. Denkmalatlas
BeschreibungBeschreibung lt. Denkmalatlas
IDObjekt-ID
BildBild, ggf. zusätzlich mit Link zu weiteren Fotos im Medienarchiv Wikimedia Commons.

## Otter
| Lage                        | Bezeichnung         | Beschreibung                                                                                        | ID       | Bild |
| --------------------------- | ------------------- | --------------------------------------------------------------------------------------------------- | -------- | ---- |
| 53° 14′ 36″ N, 9° 43′ 37″ O | Otter 18, Grabhügel | Flach, gleichmäßig gewölbt, Rand deutlich abgesetzt. Durchmesser 15 m, erhaltene Höhe 0,8 m.        | 28960942 | BW   |
| 53° 14′ 36″ N, 9° 43′ 38″ O | Otter 19, Grabhügel | Flach, gleichmäßig gewölbt, Rand meist deutlich abgesetzt. Maße 16 × 14,5 m, erhaltene Höhe 0,70 m. | 28960841 | BW   |

### Otter 7
- ID:28960837
- Auf dem Otterberg gelegenes Grabhügelfeld, bestehend aus 12 erhaltenen Grabhügel. Diese besitzen Durchmesser zwischen 8 und 20 m, bei 0,6 – 1,8 m erhaltener Höhe.

| Lage                        | Bezeichnung | Beschreibung | ID       | Bild |
| --------------------------- | ----------- | --- | -------- | ---- |
| 53° 14′ 34″ N, 9° 42′ 59″ O | Otter 7     | Kräftig gewölbt mit zentraler flacher Mulde. Durchmesser 14,5 m, erhaltene Höhe 1,3 m. | 28960838 | BW   |
| 53° 14′ 34″ N, 9° 43′ 2″ O  | Otter 8     | Kräftig gewölbt, kleine oberflächliche Angrabung an der Ostseite und eine zentrale flache Mulde (möglicherweise ein alter Grabungstrichter). Durchmesser 10,5 m, erhaltene Höhe 1 m.                                                                             | 28960839 | BW   |
| 53° 14′ 34″ N, 9° 43′ 3″ O  | Otter 9     | Breit mit steilem Rand. Kuppe künstlich planiert, (Aufstellung eines topographischen Messpunkts). Durchmesser 20 m, erhaltene Höhe 1,2 m. | 28960840 | BW   |
| 53° 14′ 35″ N, 9° 43′ 3″ O  | Otter 10    | Breit, auseinandergeflossen, Mitte vermutlich eingesunken, kleine oberflächliche Angrabung an der O-Seite und Störungen durch Tierbaue. Durchmesser 20 m, erhaltene Höhe 1,3 m.                                                                                  | 28960833 | BW   |
| 53° 14′ 35″ N, 9° 43′ 8″ O  | Otter 11    | Groß, wuchtig mit steilem Rand. Mitte etwas eingesunken, Westseite durch Grenzgraben überschnitten. Relativ jung ist eine massive Schädigung durch eine tiefe, von Nordost nach Südwest verlaufende Rückespur. Durchmesser 19 m, erhaltene Höhe 1,8 m.           | 28960842 | BW   |
| 53° 14′ 34″ N, 9° 43′ 8″ O  | Otter 12    | Kräftig gewölbt mit fließendem Randverlauf. Geringe Abgrabung südlich der Mitte, sowie Schädigung durch ausgeprägte Rückespur, die in West-Ost-Richtung über die Südseite läuft. Durchmesser 14 m, erhaltene Höhe 1,5 m.                                         | 28960843 | BW   |
| 53° 14′ 33″ N, 9° 43′ 9″ O  | Otter 13    | Flach, in der Mitte Eingrabung von 2 × 4 m. Jüngst massive Schädigung durch quer verlaufende Rückespur. Durchmesser 11 m, maximale Höhe 0,8 m. | 28960844 | BW   |
| 53° 14′ 32″ N, 9° 43′ 7″ O  | Otter 14    | Rund mit stark zerwühlter Oberfläche und flacher Kuppenmulde. Südseite durch alte Abgrabung und jüngst im Südosten durch mehrere Rückespuren gestört. Durchmesser 12 m, erhaltene Höhe 0,9 m.                                                                    | 28960845 | BW   |
| 53° 14′ 32″ N, 9° 43′ 6″ O  | Otter 15    | Wuchtig, Kuppe abgeflacht. Rand der östlichen Hügelseite steil, Westseite flach auslaufend. Verschiedene alte Eingrabungen und ein Grenzgraben stören, massive Störungen durch Nordost-Südwest verlaufenden Rückespuren. Durchmesser 15 m, erhaltene Höhe 1,2 m. | 28960846 | BW   |
| 53° 14′ 32″ N, 9° 43′ 5″ O  | Otter 16    | Sehr flach, verwaschen mit alter Eingrabung in der Mitte. Zentral von Grenzgraben durchschnitten und durch Nordost-Südwest verlaufende Rückespuren beschädigt. Durchmesser ca. 12 m, erhaltene Höhe 0,6 m.                                                       | 28960847 | BW   |
| 53° 14′ 31″ N, 9° 43′ 5″ O  | Otter 17    | Klein, deutlich gewölbt mit Spuren einer alten Eingrabung südlich der Mitte. Der Süd- und Ostfuß wurden durch Rückespur stark beschädigt. Durchmesser 8 m, erhaltene Höhe 0,6 m.                                                                                 | 28960941 | BW   |
| 53° 14′ 37″ N, 9° 43′ 6″ O  | Otter 30    | Rund, Zentral eine größere und recht tiefe Mulde, vermutlich ein alter Raubgrabungstrichter, weitere moderne Schädigungen mit forstwirtschaftlichem Großgerät. Auf der Nordhälfte ein Hochsitz. Durchmesser ca. 13 m, erhaltene Höhe 0,8 – 0,9 m.                | 33779629 | BW   |

## Todtshorn
| Lage                        | Bezeichnung             | Beschreibung | ID       | Bild |
| --------------------------- | ----------------------- | --- | -------- | ---- |
| 53° 13′ 5″ N, 9° 47′ 19″ O  | Todtshorn 7, Grabhügel  | Flach, stark zerwühlt, neuere Eingrabung von 1 × 6 m stört die Mitte, eine alte Eingrabung am N-Rand. Vom Forststreifenpflug überfahren. Alte Wegspur über den Hügel. Durchmesser 19 m, erhaltene Höhe 1,3 m. | 28960943 | BW   |
| 53° 13′ 3″ N, 9° 47′ 18″ O  | Todtshorn 8, Grabhügel  | Flach, zerwühlt mit einer alten Eingrabung im Südosten. Durchmesser 15 m, erhaltene Höhe 0,9 m. | 28960944 | BW   |
| 53° 13′ 3″ N, 9° 47′ 23″ O  | Todtshorn 12, Grabhügel | Wuchtig, am Ostfuß von alter Wegespur angeschnitten, alte Eingrabungen in der Mitte und an Ostseite. Durchmesser 18 m, erhaltene Höhe 1,6 m. | 28960945 | BW   |
| 53° 13′ 7″ N, 9° 47′ 20″ O  | Todtshorn 33, Grabhügel | Kräftig gewölbt. In der Mitte eine kleine Eingrabung. Rundherum ein Graben. An der Ostseite eine alte Wegespur. Durchmesser 17 m, erhaltene Höhe 1,6 m. | 28960946 | BW   |
| 53° 12′ 36″ N, 9° 46′ 21″ O | Todtshorn 34, Landwehr  | Landwehr aus zentralem Wall mit beidseitig vorgelagerten Gräben. Basisbreite ca. 5 m, die erhaltene Höhe variiert stärker und erreicht max. 1 m über Grabensohle. Nach einem historischen Messtischblatt verlief die Anlage noch im 19. Jh. Nordost-Südwest orientiert von den Wiesen des Glummoores im Norden bis an die Fuhlau im Süden, die beide natürliche Hindernisse darstellten.                                                | 28960948 | BW   |
| 53° 13′ 4″ N, 9° 47′ 15″ O  | Todtshorn 34, Landwehr  | | 36144764 | BW   |
| 53° 12′ 49″ N, 9° 47′ 16″ O | Todtshorn 35, Landwehr  | Sie besteht aus Wall und Graben. Basisbreite 7 m und ca. 0,7 m hoch erhalten. Der südöstlich vorgelagerte Graben ist 5 m breit und noch bis zu 1 m tief erhalten. Verläuft von Nordosten nach Südwesten. Eine zweite parallel laufende Anlage liegt 200 m nordwestlich. | 28960949 | BW   |
| 53° 13′ 0″ N, 9° 47′ 23″ O  | Todtshorn 35, Landwehr  | | 36144835 | BW   |
| 53° 12′ 50″ N, 9° 46′ 6″ O  | Todtshorn 40, Umwallung | Aus mehreren Wallanlagen bestehendes Gehege. Als „Moorgarten“ schon in der kurhannoverschen Landesaufnahme Ende des 18. Jahrhunderts entsprechend verzeichnet. Die Form ist annähernd oval und misst etwa 125 × 100 m. Die Einhegung besteht aus Wall und Graben, letzter außen, drei- und vierfach mit Querriegeln. Die Wälle sind noch bis 1 m hoch erhalten, die Gräben 0,75 – 1 m tief.                                             | 28960947 | BW   |
| 53° 12′ 20″ N, 9° 46′ 4″ O  | Todtshorn 41, Umwallung | Die längliche Umwallung besteht im nördlichen Teil Doppelwall, im Süden einfachen Wall. Nur vor dem Wall auf der Westseite ist ein Graben erkennbar. Die Wallbreite variiert zwischen 3 und 4 m Höhe, die Gräben sind noch bis zu 0,5 m Tiefe erhalten und bis 3 m breit. Im Südteil ist der innenliegende Graben verschüttet. Im Norden sind neben dem Graben umliegend teilweise verschliffene Reste eines weiteren Walles erkennbar. | 28983707 | BW   |